# Эт (буква языка коалиб)
,  (эт, at) — буква расширенной латиницы. Используется в языках коалиб и ючи.
В языке коалиб используется в заимствованиях из арабского языка для романизации буквы айн.
В языке ючи, в письменности которого отсутствуют заглавные буквы, а графемы, обычно используемые как прописные, обозначают отдельные фонемы, используется только строчная форма, которая обозначает звук [æ].

## Кодировка
Поданная в 2004 году заявка на добавление символа в Юникод была отклонена для предотвращения спуфинга, так как символ сильно схож с коммерческим эт (@). Другая заявка 2012 года, в которой предлагалось добавить лишь заглавную форму буквы, также была отклонена; взамен было рекомендовано использовать символ «А в круге» (Ⓐⓐ).